# Istocheta amita
Istocheta amita är en tvåvingeart som först beskrevs av Borisova 1965.  Istocheta amita ingår i släktet Istocheta och familjen parasitflugor. Inga underarter finns listade i Catalogue of Life.